# Dasyhesma scholtziae
Dasyhesma scholtziae là một loài Hymenoptera trong họ Colletidae. Loài này được Exley mô tả khoa học năm 2004.

## Hình ảnh

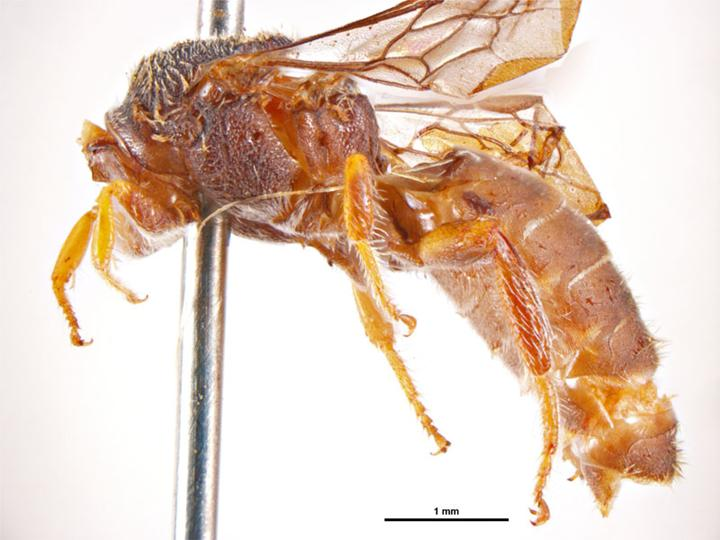